# Фъ
Фъ (на виетнамски: phở) е традиционна супа от виетнамската кухня. Сервира се в дълбока купичка и включва силен прозрачен бульон, оризово фиде и тънки лентички говеждо (традиционно) или пилешко (по-съвременен вариант) месо. Останалите съставки могат да бъдат лук или праз на кръгчета, листа от кориандър, мента, люти чушки, бял пипер, лимети и рибена паста. В Южен Виетнам се добавя и местният босилек и соеви кълнове.
Супата е много популярна във Виетнам. Тя е важна част от традиционния местен бит.